# Evgeny Igorevich Kissin
Evgeny Igorevich Kissin (tiếng Nga: Евге́ний И́горевич Ки́син, Yevgeniy Igorevich Kisin; sinh ngày 10 tháng 10 năm 1971) là một nghệ sĩ dương cầm cổ điển Nga. Anh trở thành công dân Anh từ năm 2002 và là công dân Israel kể từ năm 2013. Anh lần đầu tiên đến với danh tiếng quốc tế như một thần đồng. Anh có một lượng lớn các bản thu âm và đặc biệt được biết đến với cách cảm nhận hay nhạc cảm của mình về các tác phẩm của thời đại lãng mạn, đặc biệt là những tác phẩm của Frédéric Chopin, Sergei Rachmaninoff và Franz Liszt. Anh thường được xem như là một người kế thừa vĩ đại của trường phái piano Nga vì ngón đàn vô cùng điêu luyện và mạnh mẽ của mình.

## Cuộc đời

### Thiếu thời và sự nghiệp
Kissin được sinh ra ở Moscow. Được công nhận là một thần đồng khi sáu tuổi, anh bắt đầu học piano tại Trường Cao đẳng Âm nhạc bang Gnessin ở Moscow. Tại trường, anh trở thành một sinh viên của Anna Kantor, người vẫn là giáo viên piano duy nhất của Kissin.
Lên mười tuổi, Kissin đã trình diễn màn biểu diễn Piano Concerto số 20 của Mozart cung Rê thứ với Dàn nhạc Giao hưởng Ulyanovsk. Năm sau đó, Kissin đã biểu diễn lần đầu tiên tại Moscow. Tài năng của Kissin đã được giới thiệu đến quốc tế vào năm 1984, ở tuổi mười hai, khi anh chơi và thu âm cả hai bản hoà nhạc piano của Chopin với Dàn nhạc Giao hưởng Moscow, trong Đại sảnh của Nhạc viện Moscow. Lần xuất hiện đầu tiên của Kissin bên ngoài nước Nga là vào năm 1985 ở Đông Âu, sau một năm sau chuyến lưu diễn đầu tiên của anh tại Nhật Bản. Năm 1987, ở tuổi mười sáu, anh đã xuất hiện lần đầu tại Tây Âu tại Liên hoan Berlin cũng như ra mắt tại Vương quốc Anh, cùng với nhạc trưởng Valery Gergiev và nghệ sĩ violin Maxim Vengerov và Vadim Repin, tại Liên hoan tại Lichfield. Năm 1988, anh lưu diễn châu Âu cùng với đoàn Moscow Virtuosi và Vladimir Spivakov và cũng đã có buổi ra mắt tại London với Dàn nhạc Giao hưởng London dưới thời Valery Gergiev. Vào tháng 12 cùng năm, anh đã chơi Piano Concerto số 1 của Tchaikovsky với Herbert von Karajan cùng dàn nhạc Giao hưởng tại buổi hòa nhạc đêm giao thừa được phát sóng quốc tế, với màn biểu diễn lặp lại vào năm sau tại Lễ hội Phục sinh Salzburg. Vào tháng 9 năm 1990, Kissin xuất hiện lần đầu tiên tại Bắc Mỹ, trình diễn hai bản concerto piano của Chopin với dàn nhạc Giao hưởng New York dưới sự chỉ đạo của Zubin Mehta và buổi biểu diễn piano đầu tiên trong mùa giải kỉ niệm trăm năm của Carnegie Hall. Năm 1997, anh đã trình diễn bản solo piano đầu tiên trong lịch sử The Proms tại London.

### Thành tích và đám cưới gần đây
Kissin thường xuyên tổ chức các chuyến lưu diễn của Châu Âu, Châu Mỹ và Châu Á. Anh đã biểu diễn với gần như tất cả các dàn nhạc hàng đầu thế giới, dưới sự chỉ huy của các bậc thầy như Claudio Abbado, Vladimir Ashkenazy, Daniel Barenboim, Myung-Whun Chung, Ngài Colin Davis, Valery Gergiev, Carlo Maria Giulini, Mariss Jansons, Herbert von Karajan, Dmitri. Kitaenko, Jan Latham-Koenig, James Levine, Ngài Andrew Davis, Lorin Maazel, Zubin Mehta, Riccardo Muti, Seiji Ozawa, Ngài Simon Rattle, Ngài Georg Solti, Vladimir Spivakov, Yevgeny Svetlanov và Yuri Temirkanov. Kissin cũng đã biểu diễn nhạc thính phòng với các nghệ sĩ như Martha Argerich, Gidon Kremer, James Levine, Mischa Maisky, Thomas Quasthoff, Isaac Stern, Yuri Bashmet, và những người khác.
Nhiều giải thưởng âm nhạc và cống hiến từ khắp nơi trên thế giới đã được ban cho Kissin. Năm 1987, anh đã nhận được giải thưởng Crystal của Osaka Symphony Hall cho màn trình diễn hay nhất của năm 1986 (màn trình diễn đầu tiên của anh tại Nhật Bản). Năm 1991, anh nhận giải Nhạc công của năm từ Học viện Âm nhạc Chigiana ở Siena, Ý. Anh là khách mời đặc biệt tại Lễ trao giải Grammy năm 1992, phát sóng trực tiếp cho khán giả ước tính hơn một tỷ người, và trở thành "Nhạc công Mỹ trẻ nhất của năm" vào năm 1995. Năm 1997 ông nhận được giải thưởng Triumph danh giá vì những đóng góp xuất sắc cho nền văn hóa Nga, một trong những danh hiệu văn hóa cao nhất được trao tặng tại Cộng hòa Nga, và một lần nữa, anh là người được trao giải trẻ nhất. Anh là nghệ sĩ dương cầm đầu tiên được mời đến dự buổi biểu diễn tại BBC Proms (1997), và trong mùa giải năm 2000, là nghệ sĩ độc tấu concerto đầu tiên được mời tham gia vào buổi khai mạc Proms. Tháng 5 năm 2001, Kissin được trao tặng bằng Tiến sĩ Âm nhạc danh dự của Trường Âm nhạc Manhattan. Vào tháng 12 năm 2003 tại Moscow, anh nhận giải Shostakovich, một trong những danh hiệu âm nhạc cao nhất của Nga. Vào tháng 6 năm 2005, anh được trao giải Thành viên danh dự của Học viện Âm nhạc Hoàng gia tại London. Tháng 3 năm 2009, anh được trao bằng Tiến sĩ danh dự của Đại học Hồng Kông. Những phê bình gần đây hay nhận xét về những thay đổi trong cách chơi của Kissin. Danh tiếng ban đầu với tiếng đàn đầy nghệ thuật vẫn thuộc về anh, nhưng bây giờ ở tuổi bốn mươi, các nhà phê bình bình luận về tính chất của sự phản ánh và mức độ nghiêm trọng trong tiếng đàn, thậm chí còn nói anh chơi một màu và không có cảm giác về một bức tranh âm nhạc lớn hơn— nhưng họ cảm nhận "một người chơi thoải mái mang lại sự tinh tế và trang trọng."
Ngoài âm nhạc cổ điển, Kissin đã đọc tụng thơ Yiddish và Nga. Một đĩa CD biên soạn các bản thu của Kissin từ thơ Yiddish đương đại được phát hành bởi Hiệp hội Chuyển tiếp vào năm 2010. Năm 2007, ông trở thành người bảo trợ danh dự của một công ty opera chuyên nghiệp, City Opera of Vancouver, chỉ huy bởi nhạc trưởng Charles Barber. Năm 2013, Evgeny Kissin nhận giải Nghệ sĩ từ Bảo tàng Trẻ em Do Thái ở Brooklyn và trở thành công dân Israel vào tháng 12. Anh được ghi nhận là "công khai đấu tranh cho nhà nước Israel".
Vào ngày 10 tháng 3 năm 2017, Kissin kết hôn với Karina Arzumanova, một người bạn thời thơ ấu, ở Prague.